# Österreichisches Forschungsinstitut für Artificial Intelligence
Das Österreichische Forschungsinstitut für Artificial Intelligence (englisch Austrian Research Institute for Artificial Intelligence, OFAI) ist eine international anerkannte Non-Profit-Vertragsforschungsinstitution für Künstliche Intelligenz in Wien, Österreich.
Das Institut wurde 1984 von der 1969 als Verein gegründeten Österreichischen Studiengesellschaft für Kybernetik auf Initiative des damaligen Bundesministeriums für Wissenschaft und Forschung als Forschungsinstitut des Schwerpunktsbereiches S7 Artificial Intelligence des Förderungsprogrammes der Österreichischen Bundesregierung errichtet. Leiter ist seit der Gründung Robert Trappl.
Die Grundlagenforschung und die angewandte Forschung am OFAI umfassen insbesondere:
- Sprachtechnologie,
- Intelligente Musikverarbeitung und Maschinelles Lernen,
- Intelligente Softwareagenten und Neue Medien,
- Intelligente Interaktionstechnologien,
- Artificial Intelligence und Gesellschaft,
- Neural Computation und Robotics,
- Applied Cognitive Science and Social Robotics.

Bei der Lösung von Problemen nutzt OFAI Forschungsmethoden aus den Bereichen maschinelles Lernen, Deep Learning, Data Mining, Sprachtechnologie, Mensch-Computer- und Mensch-Roboter-Interaktion, intelligente Software-Agenten und andere Software-Technologien, wobei viele der zugrunde liegenden Techniken selbst entwickelt wurden.
Die Mitarbeitenden sind hauptsächlich Informatiker und Linguisten mit fortgeschrittenen Abschlüssen, von denen einige auch Professuren an assoziierten Universitäten innehaben.